# Colias shahfuladi
Colias shahfuladi är en fjärilsart som beskrevs av Clench och Shoumatov 1956. Colias shahfuladi ingår i släktet Colias och familjen vitfjärilar.
Artens utbredningsområde är Afghanistan. Inga underarter finns listade i Catalogue of Life.